# 山田村 (愛媛県)
山田村（やまだむら）は、愛媛県東宇和郡にあった村。現在の西予市宇和町西山田・宇和町山田にあたる。

## 地理
- 山岳 ： 堂所山、極山
- 河川 ： 深ヶ川

## 歴史
- 1889年（明治22年）12月15日 - 町村制の施行により、西山田村・山田村の区域をもって発足。
- 1929年（昭和4年）12月1日 - 笠置村と合併して石城村が発足。同日山田村廃止。